# 伊善提縣
伊善提縣（英語：Isanti County）是美國明尼蘇達州東部的一個縣。面積1,170平方公里。根據美國2000年人口普查，共有人口31,287人。縣治劍橋 (Cambridge)。
成立於1857年2月13日，縣名來自居住在當地的一支蘇族印第安人。